# Kanbula (köpinghuvudort i Kina, Qinghai Sheng, lat 36,11, long 101,85)
Kanbula (kinesiska: 坎布拉, 坎布拉镇, 牛滩) är en köpinghuvudort i Kina. Den ligger i provinsen Qinghai, i den nordvästra delen av landet, omkring 58 kilometer söder om provinshuvudstaden Xining. Antalet invånare är 10 716. Befolkningen består av 5 314 kvinnor och 5 402 män. Barn under 15 år utgör 23,0 %, vuxna 15-64 år 70 %, och äldre över 65 år 5,0 %.
Runt Kanbula är det ganska glesbefolkat, med 34 invånare per kvadratkilometer. Närmaste större samhälle är Qunke, 13,9 km sydost om Kanbula. Trakten runt Kanbula består i huvudsak av gräsmarker.
Genomsnittlig årsnederbörd är 537 millimeter. Den regnigaste månaden är juli, med i genomsnitt 140 mm nederbörd, och den torraste är januari, med 3 mm nederbörd.